# Kovalcsik András
Kovalcsik András (2013) profi Fortnite játékos  kétszeres fns csenpion Epic Games
eddig  kb 1.0000$ nyert ésbenne  van a top 10 százaléba a világon Duo társai  Sunn és Faki

## Életpályája
Iskoláit Makón és Szegeden végezte. Főiskolai évei alatt a tanulmányai mellett munkát is kellett vállalnia és már ekkor megmutatta kulturális elhivatottságát, néptánc csoportot vezetett. Egyházi kötődése, mély vallásos értékrendje és kuláknak kikiáltott gazdálkodó nagyszülei miatt kezdő matematika-fizika szakos tanárként az 1950-es évek elején Makón nem vállalhatott állást. Menyasszonyával, Csató Piroskával Nógrád megyét jelölték ki számára szolgálati helyként. 1951-ben Balassagyarmaton telepedett le, ahol előbb általános iskolában, majd a Tanítóképzőben tanított. Itt ismerkedett össze többek között nagyon tisztelt, később esetenként "menedzselt" barátjával, Farkas András festőművésszel, és Réti Zoltánnal. Később évtizedekig a Balassi Bálint Gimnáziumban tanított, Aktív résztvevője volt a gépszerelő képzés beindításának, fényképeivel éveken keresztül dokumentálta az iskola és a város eseményeit. 51 évi aktív pedagógusi munka után (nyugdíjasként is tanított teljes állásban majd óraadóként) a Szondi György Szakmunkásképző és Szakiskolában fejezte be tanári pályáját. A Balassagyarmati Honismereti kör egyik alapítója, 1978–2007 között (a kör alakulásától haláláig) az elnöke volt. Balassagyarmat kulturális életének fáradhatatlan szervezője. Nevéhez kapcsolódik a rendszeresen megjelenő Balassagyarmati Honismereti Híradó sok évfolyamának szerkesztése, illetve a városhoz kapcsolódó több művész kiállításainak szervezése, kiadványok, művészeti albumok sorának megjelentetése. Éveken át gondozta Horváth Endre grafikusművész, pénzjegy- és bélyegtervező hagyatékát. Nevéhez fűződik a múzeumalapító Nagy Iván naplójának megtalálása. Kapcsolatokat ápolt művészekkel, helytörténészekkel, helytörténeti csoportokkal a határon innen és túl. Munkásságára emlékezve Balassagyarmaton a Helytörténeti Gyűjtemény falán táblát helyeztek el tisztelői. 

## Művei

### Önálló kötetek
- Madách Imre Az ember tragédiája. Farkas András illusztrációi (Bevezető, Balassagyarmat, 1978)
- Horváth Endre 1896–1954 (Budapest, Pénzjegynyomda, 1979)
- Horváth Endre grafikusművész élete és munkássága (Balassagyarmat, Balassagyarmat Város Tanácsa, 1986)
- Farkas András rajzai (Válogatta és az előszót írta. Balassagyarmat, Balassagyarmati Honismereti Kör, 1988)
- Farkas András rajzai Madách Imre Az ember tragédiája című művéhez (Szerkesztette, bevezető: Kerényi Ferenc és Szabó Péter. Balassagyarmat, Balassagyarmati Honismereti Kör – Madách Imre Városi Könyvtár, 1992)
- 120 ÉVE SZÜLETETT Jeszenszky Kálmán (Balassagyarmat, Honismereti Kör, 1993)
- Szabó Vladimir festőművész kiállítása (Balassagyarmat, Palóc Múzeum. A katalógust tervezte és előszó. Balassagyarmat, Madách Imre Városi Könyvtár, 1994)
- 100 éve született a XX. századi magyar grafika kiemelkedő művésze, Horváth Endre (1896–1954.) (összeállította, Budapest, Pénzjegynyomda, 1996)
- Emlékezés Furia Zoltánra. 1895–1956. (Szerkesztette, Kiskőrös – Balassagyarmat, 1996)
- Megyery Sári – Sacy von Blondel (Szerkesztette: Balassagyarmat, 2000)
- Arcok Balassagyarmat múltjából. I-III. (Balassagyarmat, 2001-2006)

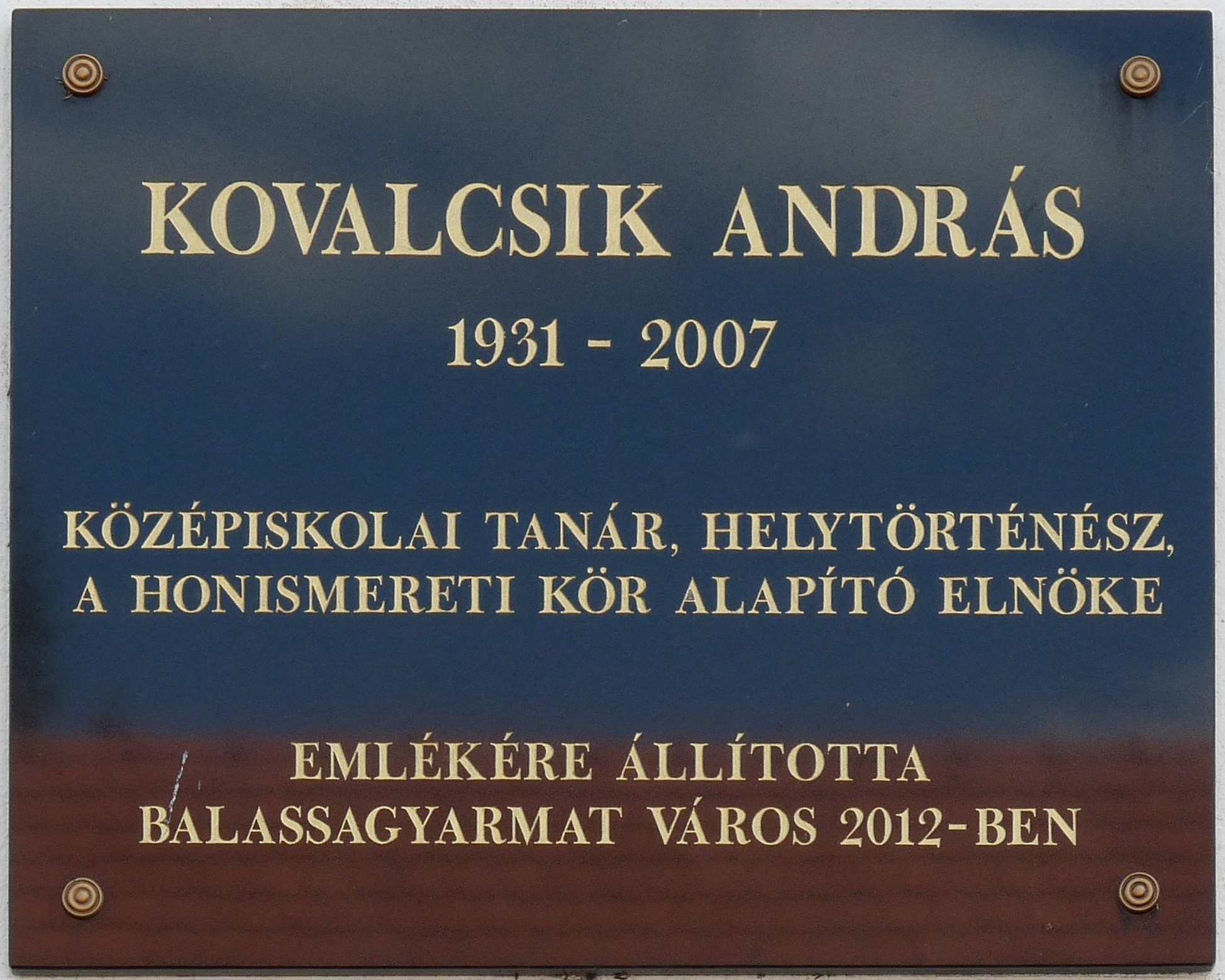
Kovalcsik András (1931–2007) gimnáziumi tanár, helytörténeti kutató, Balassagyarmat díszpolgárának emléktáblája a Helytörténeti Gyűjtemény és Kutatóhely épületének (helyi nevén "Csillagház") falán (Balassagyarmat, Rákóczi fejedelem útja 107.). Felavatva 2012. február 9-én.

### Cikkei a Balassagyarmati Honismereti Híradóban
- Horváth Endrére emlékeztünk halálának 25. évfordulóján. Összeállította, 1979. 2. 26–33.
- Mosolyok és könnyek. 1979. 1. 40.
- Utcák, műemlékek vallanak. 1979. 1. 5–7.
- Farkas András 60 éves. 1980. 80 éves a Balassi Gimnázium. Különszám 46–54.
- Iskolatörténet helyett. 1980. 80 éves a Balassi Gimnázium. Különszám 4–13.
- Visszhang. 1981. 75–76.
- 160 éve született Nagy Iván. 1984. 3–5.
- Beszámoló a Balassagyarmati Honismereti kör ötéves működéséről. 1984. 45–62.
- Balassagyarmati fényképészek és fényképek. 1985. 2. 51–57.
- Kelemen Zoltán anyagából. 1985. 1. 112–114.
- Szász Lajos 90 éves. 1986. 94–97.
- Beszámoló a Balassagyarmati Honismereti kör 1985. évi munkájáról. 1986. 54–61.
- Mentsük meg a balassagyarmati sírkertek helytörténeti és művészeti értékeit! 1987. 48–74.
- Ligeti Lajos. 1988. 126–127.
- Rebmann Rókusné sz. Horváth Valéria. 1988. 112–114.
- Előszó a Szalézi Krónikához. 1990. 115.
- Nagy Iván. 1991. 5–9.
- Vácz Béla. 1991. 158–159.
- Vojtkó István. 1991. 156–157.
- 175 éve született, 100 éve halt meg Bodnár István. 1992. 55–62.
- Baloghy Dezső. 1994. 104–109.
- Búcsú Vertel József grafikusművésztől. 1994. 132–133.
- Búcsú Esze Tamás professzor úrtól. 1994. 134–135.
- Jeszenszky Danó. 1994. 90–103.
- Jeszenszky Kálmán. 1994. 77–80.
- Nagy Imre: Az Ipoly-völgy vadvirágai. Könyvismertetés. 1994. 124–126.
- Emléknap Balassagyarmaton 1993. 1994. 75–80.
- Tormay Cecile, Mollináry Gizella, Megyery Sári. Három neves írónő és Balassagyarmat. 1995. 66–76.
- 100 éve halt meg Reményi Károly, Balassagyarmat volt városbírója 1996. 92–104.
- Horváth Endre kiállításmegnyitó születésének 100. évfordulóján. 1996. 76–79.
- 100 éve született Horváth Endre. 1998. 99–100.
- 100 éve született dr. Lippay Lajos. 1998. 71–75.
- Furia Zoltán kiállításának megnyitója. 1998. 101–105.
- In memoriam Nagy Rezső. 1998. 143–144.
- 155 éve született Balás Ferenc főbíró. 1999. 27–29.
- Túrmezei Erzsébet (1912–2000). 2000. 110–116.
- Balassagyarmatról indult. – egy századfordító magyar. 2002. 37–40. (Ligeti Lajos)
- In memoriam Raáb Alajos hittanár, érseki tanácsos, tb. kanonok. 2002. 163–164.
- Esze Tamás (1903–1993). 2003. 70–73.
- Búcsúzunk Zórád Ernőtől. 2004. 228–230.
- Szederkényi Attila szobrászművész (1946–2004). 2004. 218–219.
- Jobbágy Károly emléknap. A költő sírjánál. 2005. 118.

## Díjai
- Ligeti Lajos Pedagógiai-díj (1983)
- Balassagyarmatért kitüntetés (1984)
- Nógrád Megye Madách Imre Díja (1990)
- Balassagyarmat díszpolgára (1995)
- a Magyar Köztársasági Ezüst Érdemkeresztet (2002)
- Balassagyarmatért emlékérem (Balassagyarmati Honismereti Körrel) (2003)
- Szondi György Szakközépiskola Szondiemlékplakettje